# Gettjärnsklätten
Gettjärnsklätten este o arie protejată (arie specială de conservare — SAC, sit de importanță comunitară — SCI) din Suedia întinsă pe o suprafață de 26,1 ha, integral pe uscat.

## Localizare
Centrul sitului Gettjärnsklätten este situat la coordonatele 59°53′35″N 12°56′54″E / 59.893°N 12.9482°E.

## Înființare
Situl Gettjärnsklätten a fost declarat sit de importanță comunitară în decembrie 1995 pentru a proteja un număr necunoscut de specii din flora spontană și fauna sălbatică aflate în arealul zonei. Situl a fost protejat și ca arie specială de conservare în martie 2011.

## Biodiversitate
Situată în ecoregiunea boreală, aria protejată conține 3 habitate naturale: Pante stâncoase calcaroase cu vegetație casmofită, Taiga vestică, Păduri fino-scandinave bogate în ierburi cu Picea abies.
La baza desemnării sitului se află un număr nedeclarat de specii protejate.